# アチェケ
アチェケ (Attiéké) は、コートジボワールの料理で、キャッサバからつくられる副菜である。すり潰して発酵したキャッサバの芋が材料である。乾燥させたアチェケも存在し、それはクスクスと同じような性質である。コートジボワール南部を発祥とした庶民に普及している伝統的な料理であり、コートジボワールはもちろんのことベナンでもよく知られている。コートジボワールでは、アチェケはよくケジェヌの付け合せとして添えられる。通常はアチェケは調理した後、24時間以内に食さなければならない。この傷みやすさは、この料理が農村から都市部へ流通させる上で若干の問題を発生させていた。

## 歴史

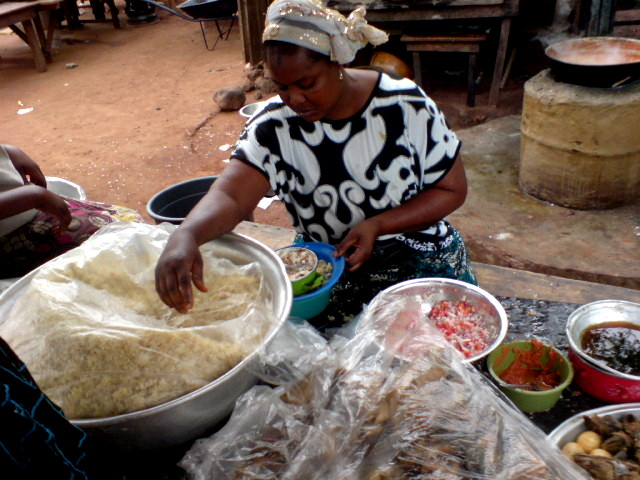
アチェケの量り売り

コートジボワールの食文化において、アチェケ（attiéké, 標準的な発音通りに、acheke と綴る場合もある）とは、キャッサバをベースにした伝統料理の一つである。
「アッティエケ／アチェケ」"attiéké" という言葉は、コートジボワール南部で話されているエブリエ語（Ebrié）の「アジェケ」 "adjèkè" という言葉から転訛したものである。もともと、アジェケと同じ作り方の料理が、エブリエ人の女性により家庭内で消費する量だけ作られていた。家の外で売るためには作られていなかった。結果的にエブリエ人の主婦たちは、家で食べるものとの違いをはっきりさせるために、「アジェケ」が売り物の商品であるとみなした(Ahi)。アジェケを「アチェケ」'atchèkè' と呼び習わし、広めたのは、バンバラ人の荷運び人足たちだった。コートジボワールを植民地支配したフランス人の入植者たちは、おそらくは書いた際の見栄えを気にして、"attiéké" と綴った。しかし町中ではたわむれにしばしば、冒頭の "a" を落として「チエケ」ないし「チェケ」（"tch(i)éké"）と発音した。
コートジボワール南部のププル・ラグネール（peuples lagunaires (Ebrié, Adjoukrou, Alladian, Avikam, Attié, Ahizi), 潟湖の民）の名物料理、アチェケは、村の女性たちが、これを作るために集まって、協働して調理するのが昔ながらの作り方である。アチェケの消費量はおびただしいものがあるので、製造するための工場が建設された。
1979年にソシエテ・イヴォワリエンヌ・ド・テクノロジ・トロピカル（la Société Ivoirienne de Technologie Tropicale,（略称: I2T）イヴォワール女性熱帯技術協会）が創設された。創設当初協会長はウマル・A・ディアッラ（M.DIARRA A. Oumar）。創設の目的は、アチェケ生産に係る作業を簡易にすることにあったが、とりわけ生産の近代化をすることにより品質の良いアチェケを製造し利潤を最大化することであった。アチェケはコートジボワールにおけるヒット商品になっただけでなく、脱水乾燥させた形態でヨーロッパにも輸出された。また、他の西アフリカ諸国にも、丸パンのかたち（地元では一般的な見た目である）で輸出された。

## 国際市場で取引される商品

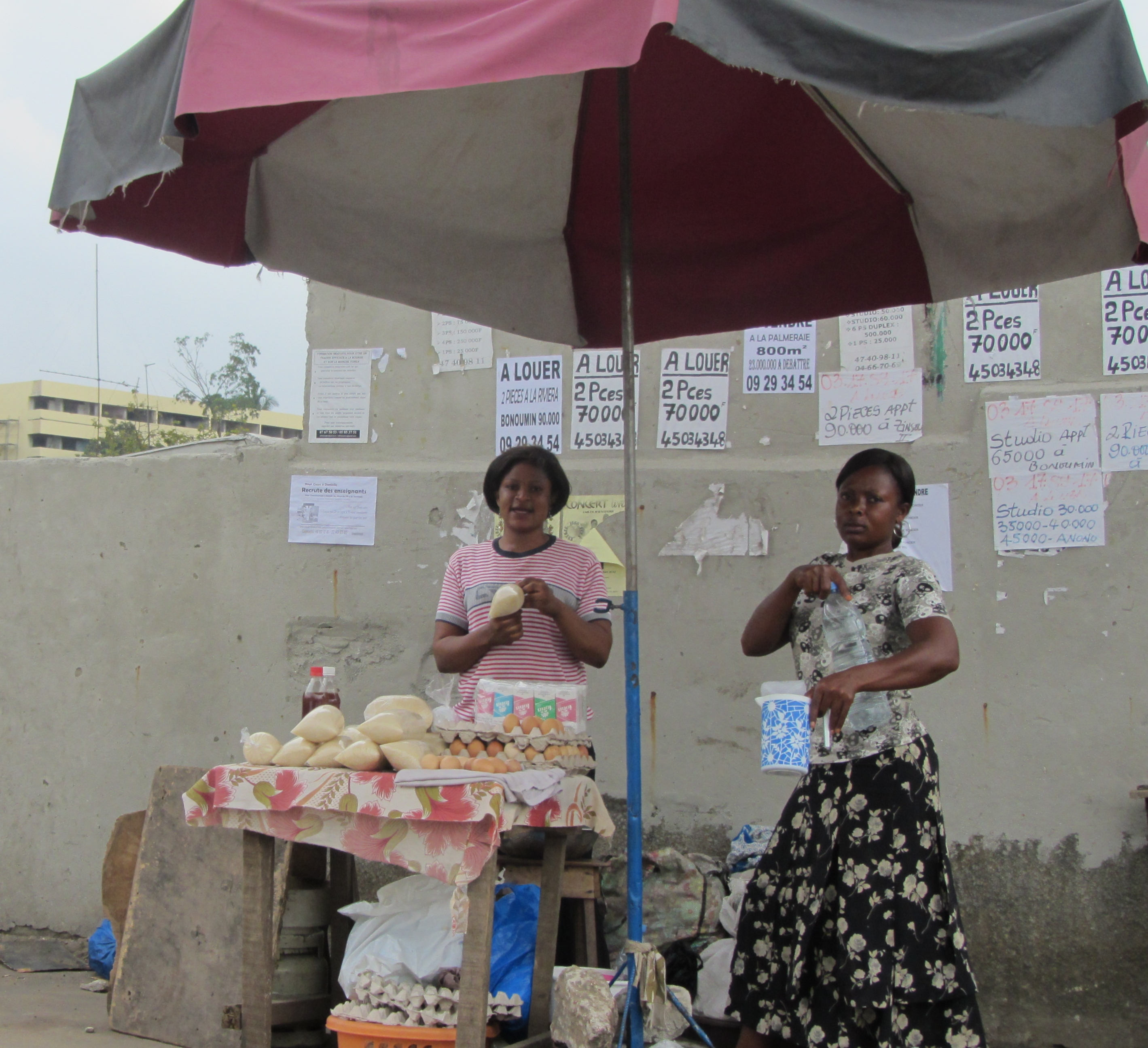
アビジャンのアチェケ売り

庶民により値段がつけられる料理の添え物であることが常であるため、少なくともコートジボワールにおいては、満腹になるまで食べても安いという印象がある（2009年のアビジャンで、100グラムあたり100XOF（約0.15ユーロ））。
アチェケは近年、コートジボワール製のものを中心として西アフリカ諸国経済共同体に属する国々からフランス、ベルギーなどのヨーロッパへ、よく輸出される食料品となった。このコートジボワール料理は高く評価され、相応な価格で取引されている。ヨーロッパにおいては、脱水乾燥させたり冷凍させたり、あるいは生のままのかたちで流通し、概ね500グラムずつ袋に詰めて売られている。
輸出（を促進）するため、アチェケには国際スタンダードに沿う適切な値段がつけられなければならないという声が高まっている。（ヨーロッパで）2ユーロで取引されるダイスキューブ上のかたまりが（西アフリカでは）1200CFAフランになる。これは、コートジボワールにおける同量のアチェケの取引価格の約10倍である。

## 種類

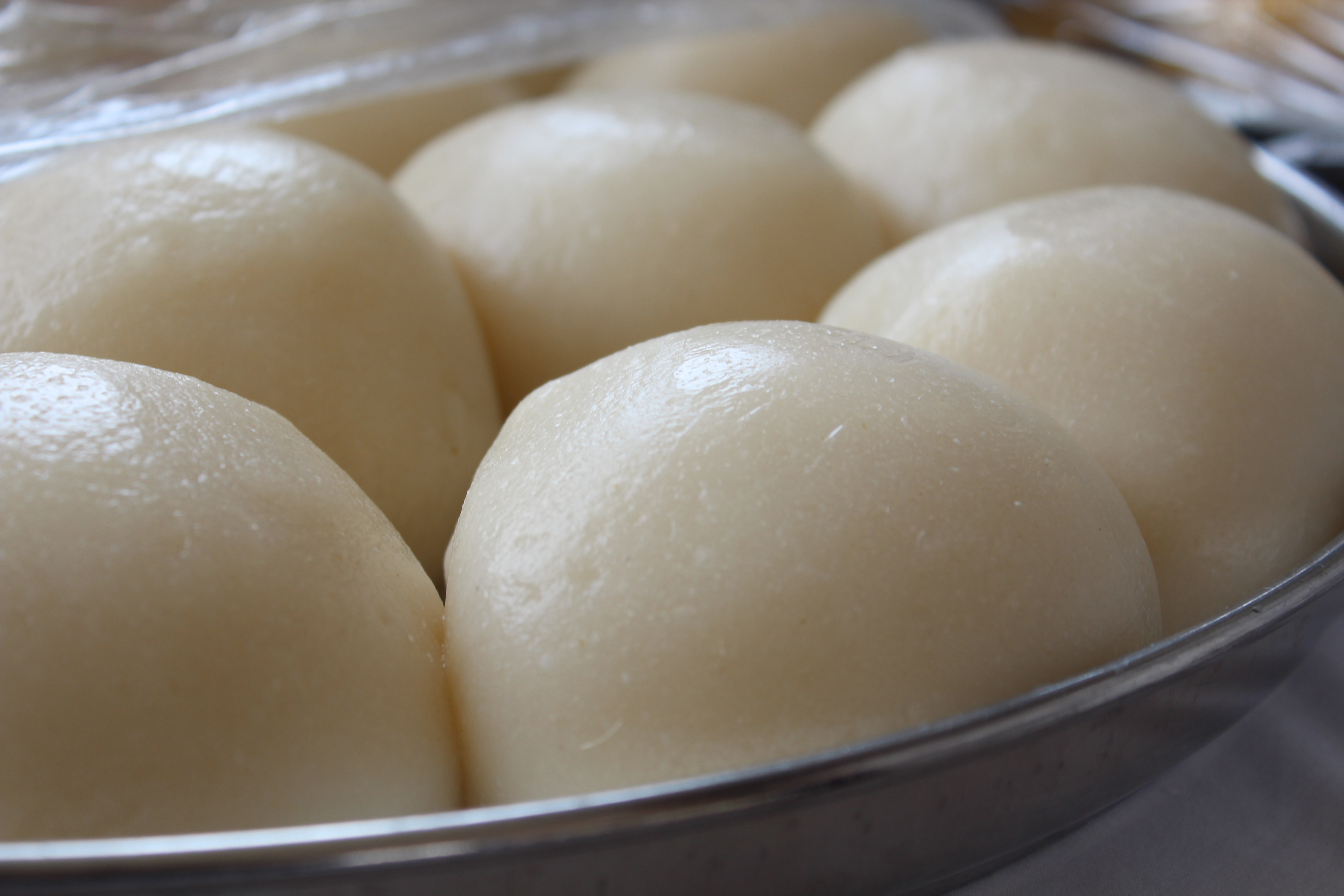
プラカリ

以下に示すように、時代が下るにつれてアチェケのヴァリアントが何種類も開発された。
L'abgodjamaアブゴジャマは、粒の大きさで他のアチェケと区別されるアチェケである。このアチェケの粒は大きく、一般的に言って、ププル・ラグネールの自家消費を目的とされている。また、さまざまな品質に優れたマニオク料理の基礎にもなっている。アブゴジャマは他の種類よりも値段高く、なかなか手に入らない。
L'attiéké petit grainアブゴジャマよりも粒が小さいアチェケは商業用である。アチェケの標準であり市場でたくさんの量が低価格で入手できる。小麦粉のクスクスとの違いは、アチェケに僅かな酸味と新鮮な風味がある点などである。味覚が鋭敏でない人には小麦粉で作るクスクスとの違いを感じ取ることができない。それでも色はより鮮やかである。生地にも弾力があり、粘り気が強い。いくぶん半透明をしている外観の点でもクスクスと異なる。香りにも特有のものがある。その他に大きく異なる点は、クスクスが小麦を直接挽いた食品であるのに対し、アチェケは発酵食品であることにある。
L'attiéke de garba名前の通り、ガルバに使うためのアチェケである。非常に小粒径のマニオクを混ぜ合わせて作り、パテ（ペースト）の状態で発酵させて、強い酸味があるプラカリに加工する。さらに、アチェケでは丸めるところを、その代わりに、大きさが揃うように篩にかけて、よく混ぜ合わせる。特に、よく（発酵して）酸味が強いところと、そうでないところを混ぜ合わせる。この工程がアチェケの中にある繊維に有利に作用する。売価は上質のアチェケの3倍より安い程度になる。

## 調理方法

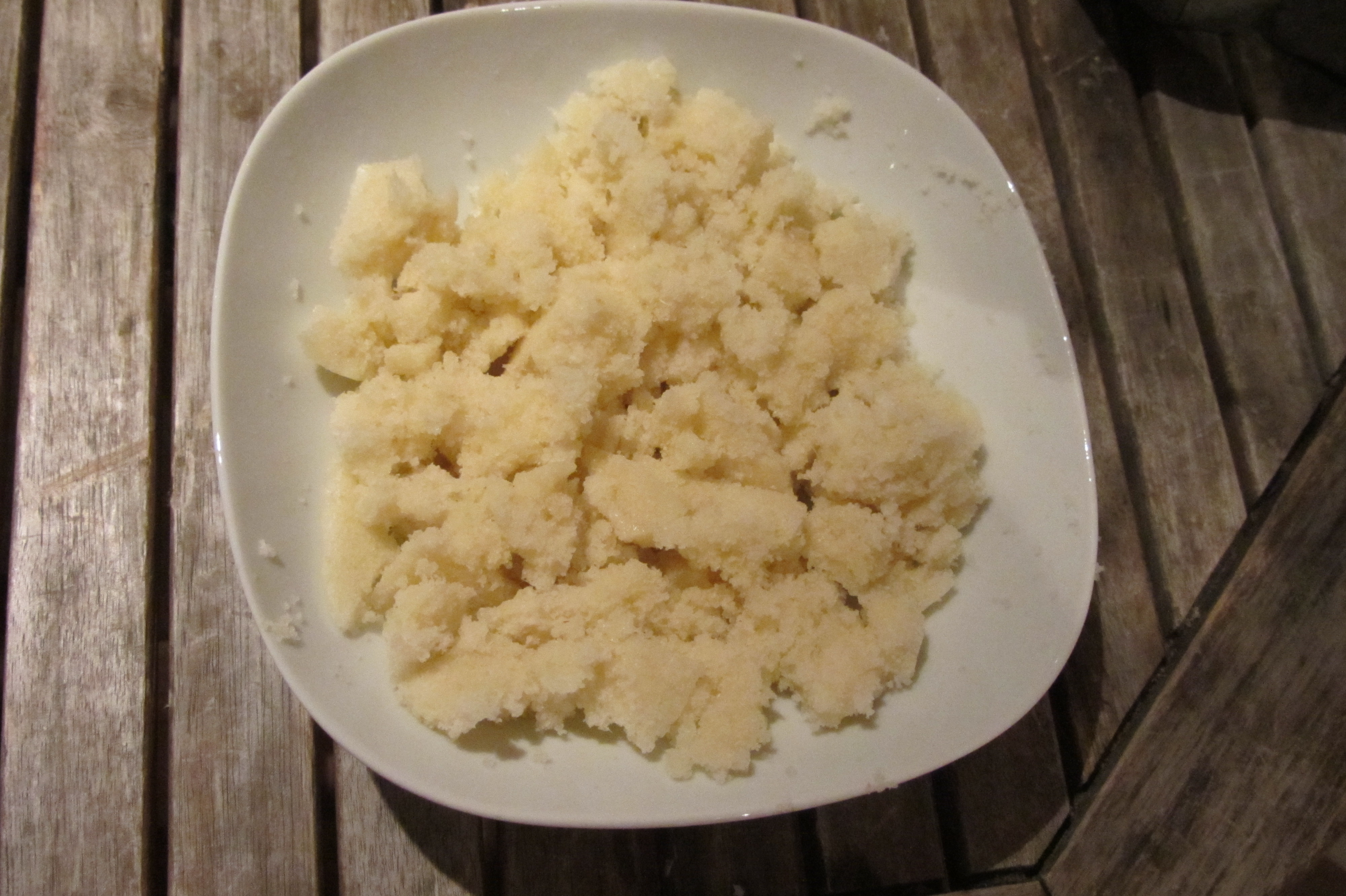
クスクス状のアチェケ

皮を剥いてすり潰したキャッサバを、以前に発酵させておいた少量のキャッサバ（発酵種）と混ぜてペースト状にし、1、2日間置いておき発酵させる。発酵が完了したら、澱粉の中に含まれる毒素（シアン化水素）を取り除き、乾燥させる。最終的には蒸気をあてることで完成する。
発酵種の呼び名は民族によって異なり、エブリエでは「マングナン mangnan」、アジュクルでは「リジル lidjrou」、アラジャンでは「ベデフォン bêdêfon」と呼ぶ。

## アチェケを使った料理

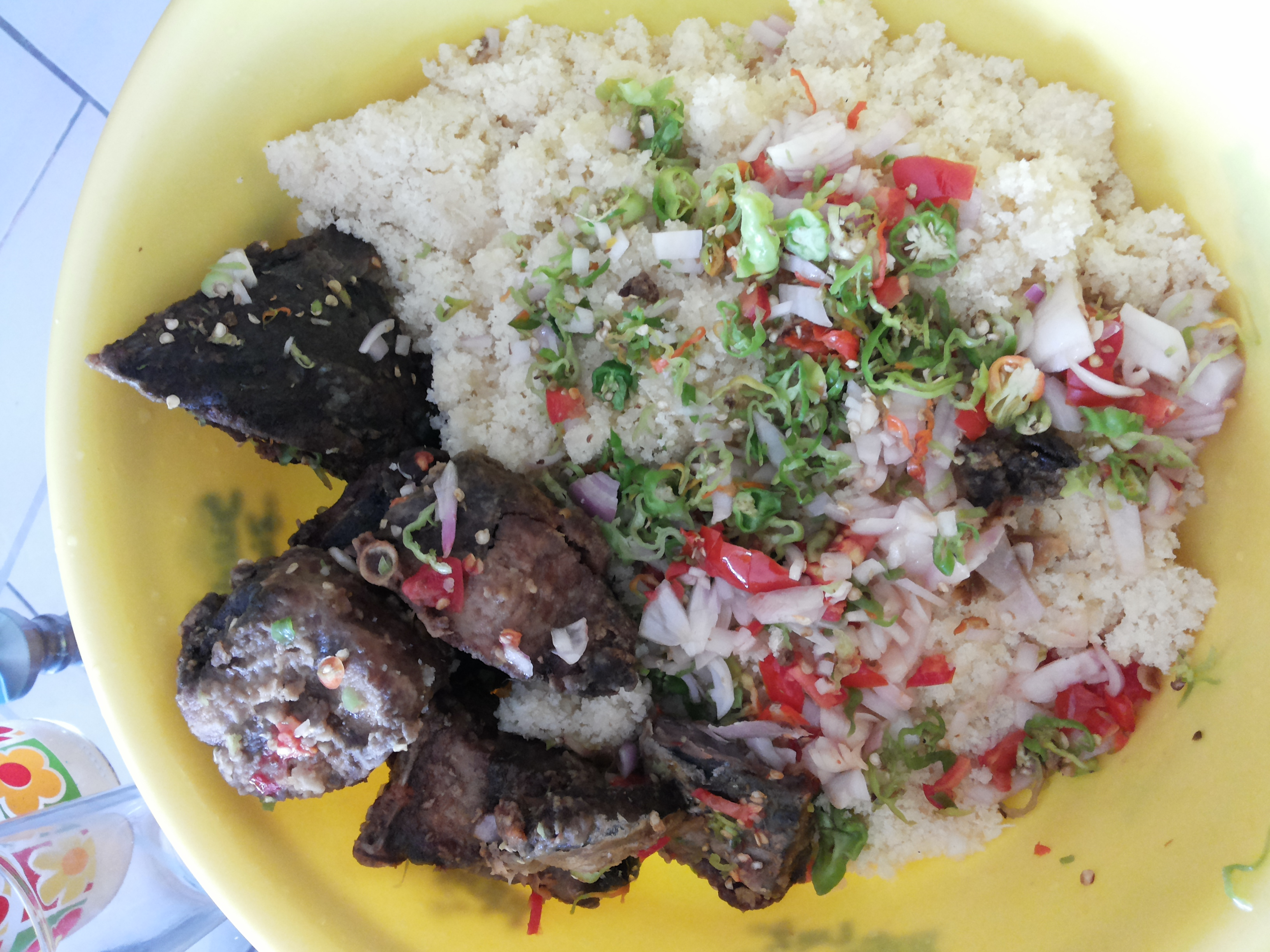
ガルバに添えられたアチェケ

ソースをかけて肉か魚と一緒に、手で小さな団子にしてから食べるのが昔ながらのアチェケの食べ方である。コートジボワール南部では、ナスをベースにしたソース（ソース・クレール sauce claire）か、パーム油を使った赤いソース（ソース・グレーヌ sauce graine）がよくソースとして用いられる。アチェケを夕食や間食として食べるときは、卵を伴いオムレツにしてもよい。この食事にはたいてい、みじん切りにしたタマネギとトマトを混ぜてスパイスと酢で香り付けしたものが添えられる。アチェケにはアボカドなどの果物や、炒めたラッカセイの実が添えられることもある。
アチェケには眠気を催させるとよく言われる。この原因は満腹になるからだという人もいれば、でんぷん質をたくさん摂ることになるからだという人もいる。アチェケには炭水化物が95%以上含まれ、脂質は 2% 前後と非常に少ない。タンパク質は 2％未満である。カロリーの値は僅かで、100グラムあたり、約350キロカロリーである。

## 無形文化遺産
2024年、コートジボワールのアチェケの製造に関する技術はユネスコの無形文化遺産に登録された。